# O'Reilly Auto Parts 500
Le O'Reilly Auto Parts 500 est une course automobile annuelle organisée depuis 1997 par la NASCAR et comptant pour le championnat des NASCAR Cup Series.
La course se déroule sur le Texas Motor Speedway de Fort Worth au Texas.

## Caractéristiques du circuit
Le Texas Motor Speedway (surnommé « The Great American Speedway ») est un quad-ovale (ovale dont la ligne droite longeant les stands est légèrement coudée) de type speedway.
Même si le nom de la course se réfère à une distance de 500 miles, la piste ayant une longueur de 1,5 miles, la distance réelle parcourue est de 501 milles (806,28 km).
La course comptabilise donc 334 tours de circuit.
Depuis la saison 2017, la course est divisée en trois segments de respectivement de 85, 85 et 164 tours.
Le revêtement de la piste est en asphalte et comporte 4 virages ayant des inclinaisons de 20° (virages 1 et 2) et 24° (virages 3 et 4).

## Logos
|  |  |  |

|  |  |  |

## Histoire
Les deux premières course seront sujet à controverses, parsemées d'accidents, avec une critique unanime au niveau de la conception de la piste qui était considérée comme une ineptie; Kenny Wallace déclarait : ''Ils sont tellement occupés à construire des logements, qu'ils n’ont pas temps de se fixer sur la piste'' ("They're so busy building condos they don't have time to fix the racetrack").
Il y aura dix vainqueurs différents pour les dix premières courses, un record en NASCAR Cup Series. Cette liste de vainqueurs inclus deux natifs du Texas, Terry Labonte (gagnant en 1999) et Dale Earnhardt Jr. (qui y a gagné sa première course de NASCAR Cup Series en 2000). Le gagnant de la course initiale, Jeff Burton, casse la série en remportant l'édition 2007.
En 2011, la course va se dérouler le samedi soir plutôt que lors du traditionnel dimanche après-midi. Ce changement est survenu parce que la course nocturne de Phoenix avait été déplacée au mois de février pour se disputer en journée. La course du 9 avril 2011 fut donc la première épreuve de la saison à se disputer de nuit mais également la première course nocturne en NASCAR Cup Series de l'histoire du Texas Motor Speedway.
En 2013, la NASCAR accepte, pour la course, un sponsoring émanant de la National Rifle Association of America (NRA) ce qui créera la polémique; même si les contrats de sponsoring sont négociés avec les propriétaires des circuits (et pas avec la NASCAR), l’organisme accréditeur donnera finalement son approbation finale et ne s’opposera pas à ce partenariat,,,.
Tant, l'acceptation de ce sponsoring par la NASCAR que son timing seront sujets à controverse et considérés comme une offense pour les activistes du contrôle des armes,,,.
À cause de ce sponsoring, le sénateur du Connecticut Chris Murphy demandera à Rupert Murdoch, propriétaire de News Corporation dont Fox Sports est une filiale, de ne pas autoriser la retransmission de la course sur son média. Malgré cela, la Fox retransmettra l'événement comme prévu, la non-retransmission aurait été considérée comme une rupture de contrat avec la NASCAR. Cependant, la Fox, d'une part ne passera à l'antenne le nom officiel du sponsor qu'à une seule reprise par heure de diffusion (le minimum prescrit par la NASCAR) et d'autre part, elle fera toujours référence au nom originel de la course, à savoir dans ce cas-ci le Texas 500 plutôt que le NRA 500, une pratique habituelle des réseaux lorsque le sponsor en titre de la course n’achète pas de publicité pendant la diffusion de la course; la NRA apparemment, n'avait pas cherché à en acheter La NRA sponsorisera une autre course en août 2016, la Bristol Night Race disputée sur le circuit Bristol Motor Speedway.
En 2014, la course est de nouveau disputée le dimanche après-midi pour ne pas entrer en concurrence avec le tournoi de NCAA Final Four Basketball qui se déroule au AT&T Stadium dans la banlieue d'Arlington. De cette façon la course pouvait être insérée entre les matchs de basketball. Le 6 février 2014, l'entreprise Duck Commander (en), entreprise qui fait l’objet de l’émission de télévision Duck Dynasty, achète les droits du nom de la course. La course se dispute à nouveau le samedi soir à partir de la saison 2015.
En 2017, la course se dispute à nouveau le dimanche après-midi. Elle est renommée puisque la société O'Reilly Auto Parts (en) en devient le nouveau sponsor du nom.

### Clause d'exclusivité
La société Samsung a sponsorisé la course de la saison 2002 à la saison 2012 et ce en compagnie de la société RadioShack de 2002 à 2006. Le parrainage conjoint est activé pour la saison 2003. C'est à cette époque que la société Nextel (en) devient sponsor principal de la NASCAR. Cette firme utilisant exclusivement des produits de marque Motorola (concurrent de Samsung), une clause spéciale sera inscrite dans le contrat de sponsoring de la course afin que les produits Nextel ne puissent y être utilisés ni cités. La société Nextel fusionnant avec Sprint pour devenir le sponsor principal de la NASCAR, cette clause est levée après la saison 2005 (la société Sprint, acquise par RadioShack, vend effectivement des produits de la marque Samsung).

## Palmarès
| Année | Date       | Pilote             | Écurie                   | Châssis   | Distance course | Distance course | Temps course    | Vitesse moyenne (mph) |
| ----- | ---------- | ------------------ | ------------------------ | --------- | --------------- | --------------- | --------------- | --------------------- |
| Année | Date       | Pilote             | Écurie                   | Châssis   | Tours           | Miles (km)      | Temps course    | Vitesse moyenne (mph) |
| 1997  | 6 avril    | Jeff Burton        | Roush Racing             | Ford      | 334             | 501 (806,281)   | 4 h 00 min 16 s | 125,111               |
| 1998  | 5 avril    | Mark Martin        | Roush Racing             | Ford      | 334             | 501 (806,281)   | 3 h 39 min 47 s | 136,771               |
| 1999  | 28 mars    | Terry Labonte      | Hendrick Motorsports     | Chevrolet | 334             | 501 (806,281)   | 3 h 28 min 21 s | 144,276               |
| 2000  | 2 avril    | Dale Earnhardt Jr. | Dale Earnhardt, Inc.     | Chevrolet | 334             | 501 (806,281)   | 3 h 49 min 12 s | 131,152               |
| 2001  | 1er avril  | Dale Jarrett       | Robert Yates Racing      | Ford      | 334             | 501 (806,281)   | 3 h 31 min 59 s | 141,804               |
| 2002  | 8 avril    | Matt Kenseth       | Roush Racing             | Ford      | 334             | 501 (806,281)   | 3 h 31 min 01 s | 142,453               |
| 2003  | 30 mars    | Ryan Newman        | Team Penske              | Dodge     | 334             | 501 (806,281)   | 3 h 43 min 28 s | 134,517               |
| 2004  | 4 avril    | Elliott Sadler     | Robert Yates Racing      | Ford      | 334             | 501 (806,281)   | 3 h 36 min 30 s | 138,845               |
| 2005  | 17 avril   | Greg Biffle        | Roush Racing             | Ford      | 334             | 501 (806,281)   | 3 h 51 min 08 s | 130,055               |
| 2006  | 9 avril    | Kasey Kahne        | Evernham Motorsports     | Dodge     | 334             | 501 (806,281)   | 3 h 37 min 55 s | 137,943               |
| 2007  | 17 avril   | Jeff Burton        | Richard Childress Racing | Chevrolet | 334             | 501 (806,281)   | 3 h 39 min 41 s | 143,359               |
| 2008  | 6 avril    | Carl Edwards       | Roush Fenway Racing      | Ford      | 339             | 508,5 (818,351) | 3 h 30 min 41 s | 144,814               |
| 2009  | 5 avril    | Jeff Gordon        | Hendrick Motorsports     | Chevrolet | 334             | 501 (806,281)   | 3 h 25 min 22 s | 146,372               |
| 2010  | 19 avril   | Denny Hamlin       | Joe Gibbs Racing         | Toyota    | 334             | 501 (806,281)   | 3 h 25 min 34 s | 146,230               |
| 2011  | 9 avril    | Matt Kenseth       | Roush Fenway Racing      | Ford      | 334             | 501 (806,281)   | 3 h 21 min 26 s | 149,231               |
| 2012  | 14 avril   | Greg Biffle        | Roush Fenway Racing      | Ford      | 334             | 501 (806,281)   | 3 h 07 min 12 s | 160,577               |
| 2013  | 13 avril   | Kyle Busch         | Joe Gibbs Racing         | Toyota    | 334             | 501 (806,281)   | 3 h 27 min 40 s | 144,751               |
| 2014  | 7 avril    | Joey Logano        | Team Penske              | Ford      | 340             | 510 (820,765)   | 3 h 48 min 02 s | 134,191               |
| 2015  | 11 avril   | Jimmie Johnson     | Hendrick Motorsports     | Chevrolet | 334             | 501 (806,281)   | 3 h 33 min 57 s | 140,5                 |
| 2016  | 9 avril    | Kyle Busch         | Joe Gibbs Racing         | Toyota    | 334             | 501 (806,281)   | 3 h 37 min 16 s | 138,355               |
| 2017  | 9 avril    | Jimmie Johnson     | Hendrick Motorsports     | Chevrolet | 334             | 501 (806,281)   | 3 h 24 min 18 s | 147,137               |
| 2018  | 8 avril    | Kyle Busch         | Joe Gibbs Racing         | Toyota    | 334             | 501 (806,281)   | 3 h 32 min 07 s | 141,714               |
| 2019  | 31 mars    | Denny Hamlin       | Joe Gibbs Racing         | Toyota    | 334             | 501 (806,281)   | 3 h 16 min 11 s | 153,224               |
| 2020  | 19 juillet | Austin Dillon      | Richard Childress Racing | Chevrolet | 334             | 501 (806.281)   | 3 h 38 min 57 s | 137,292               |

1. 1 2 3  Course reportée du dimanche au lundi en raison de la pluie.
2. 1 2  Course prolongée en raison d'une arrivée Green-white-checker.
3. ↑  Jeff Gordon s'impose pour la première fois en 17 participations. Après cette course, il ne reste que 2 circuits sur lesquels il ne sait pas imposé : à Miami (chose faite en 2012) et au Kentucky.
4. ↑  Première édition de cette course à être organisée de nuit.
5. ↑  Les 234 derniers tours se sont disputés sous régime de drapeau vert, un record sur un circuit de type intermédiaire en NASCAR.
6. ↑  Course reportée du 29 mars au 19 juillet en raison de l'épidémie de Covid-19 aux États-Unis.

## Pilotes multiples vainqueurs
| Nbr. | Pilote         | Année            |
| ---- | -------------- | ---------------- |
| 3    | Kyle Busch     | 2013, 2016, 2018 |
| 2    | Jeff Burton    | 1997, 2007       |
| 2    | Matt Kenseth   | 2002, 2011       |
| 2    | Greg Biffle    | 2005, 2012       |
| 2    | Jimmie Johnson | 2015, 2017       |
| 2    | Denny Hamlin   | 2010, 2019       |

## Écuries multiples gagnantes
| Nbr. | Pilote                   | Année                                    |
| ---- | ------------------------ | ---------------------------------------- |
| 7    | Roush Fenway Racing      | 1997, 1998, 2002, 2005, 2008, 2011, 2012 |
| 5    | Joe Gibbs Racing         | 2010, 2013, 2016, 2018, 2019             |
| 4    | Hendrick Motorsports     | 1999, 2009, 2015, 2017                   |
| 2    | Robert Yates Racing      | 2001, 2004                               |
| 2    | Team Penske              | 2003, 2014                               |
| 2    | Richard Childress Racing | 2007, 2020                               |

## Victoires par manufacturiers
| Nbr. | Manufacturier | Année                                                      |
| ---- | ------------- | ---------------------------------------------------------- |
| 10   | Ford          | 1997, 1998, 2001, 2002, 2004, 2005, 2008, 2011, 2012, 2014 |
| 7    | Chevrolet     | 1999, 2000, 2007, 2009, 2015, 2017, 2020                   |
| 5    | Toyota        | 2010, 2013, 2016, 2018, 2019                               |
| 2    | Dodge         | 2003, 2006                                                 |